# Supercupa Europei 1972
Supercupa Europei 1972 a fost un meci de fotbal jucat în două manșe între câștigătorii Cupei Campionilor Europeni 1971-72 și cei ai Cupei Cupelor UEFA 1971-72. Meciul a fost propus de Anton Witkamp de la De Telegraaf pentru a decide care este cea mai bună echipă din Europa.
În 1972, Witkamp i-a propus ideea lui Van Praag, președintele celor de la Ajax Amsterdam, care dețineau Cupa Campionilor Europeni la momentul respectiv. Ideea a fost adusă la cunoștință celor de la UEFA pentru a o transforma în competiție oficială; oricum Artemio Franchi, președintele UEFA de la acea vreme a respins ideea deoarece câștigătorii Cupei Cupelor UEFA 1971-72—Rangers— erau suspendați un an datorită comportamentului fanilor.
Meciul a mers înainte, dar neoficial ca o celebrare a Primului Centenar al celor de la Rangers FC. Prima manșă s-a jucat pe 16 ianuarie 1973, iar cea de-a doua pe 24 ianuarie 1973. Ajax a câștigat per total cu 6-3, învingând Rangers și acasă și în deplasare, 3-1 la Glasgow și 3-2 la Amsterdam. Deși nu este oficial recunoscut de UEFA este deseori considerat primul meci de Supercupă Europeană.

## Detalii

### Prima manșă
| Rangers       | 1 – 3 | Ajax                         |
| ------------- | ----- | ---------------------------- |
| MacDonald 41' |       | Rep 34' Cruijff 45' Haan 76' |

| Rangers | Ajax |

| RANGERS:     |    |                  |  |    |
|              |    |                  |  |    |
| P            | 1  | Peter McCloy     |  |    |
| F            | 2  | Sandy Jardine    |  |    |
| F            | 3  | Willie Mathieson |  |    |
| F            | 4  | John Greig       |  |    |
| F            | 5  | Derek Johnstone  |  | 2' |
| F            | 6  | Dave Smith       |  |    |
| M            | 7  | Alfie Conn       |  | 1' |
| M            | 8  | Tom Forsyth      |  |    |
| A            | 9  | Derek Parlane    |  |    |
| M            | 10 | Alex MacDonald   |  |    |
| M            | 11 | Quinton Young    |  |    |
| Substitutes: |    |                  |  |    |
| MF           | 12 | Tommy McLean     |  | 1' |
| MF           | 14 | Graham Fyfe      |  | 2' |
| Antrenor:    |    |                  |  |    |
| Jock Wallace |    |                  |  |    |

| AJAX:         |   |                   |
|               |   |                   |
|               |   |                   |
| GP            | 1 | Heinz Stuy        |
| F             |   | Wim Suurbier      |
| M             |   | Horst Blankenburg |
| F             |   | Barry Hulshoff    |
| F             |   | Ruud Krol         |
| M             |   | Arie Haan         |
| M             |   | Gerrie Mühren     |
| M             |   | Arnold Mühren     |
| A             |   | Johnny Rep        |
| A             |   | Johan Cruijff     |
| A             |   | Piet Keizer       |
| Antrenor:     |   |                   |
| Ștefan Kovács |   |                   |

### A doua manșă
| Ajax                                   | 3 – 2 | Rangers                |
| -------------------------------------- | ----- | ---------------------- |
| Haan 12' Mühren 37' (pen.) Cruijff 79' |       | MacDonald 2' Young 35' |

| AJAX:         |   |                   |
|               |   |                   |
|               |   |                   |
| P             | 1 | Heinz Stuy        |
| F             |   | Wim Suurbier      |
| M             |   | Horst Blankenburg |
| F             |   | Barry Hulshoff    |
| F             |   | Ruud Krol         |
| M             |   | Arie Haan         |
| M             |   | Gerrie Mühren     |
| M             |   | Johan Neeskens    |
| A             |   | Sjaak Swart       |
| A             |   | Johan Cruijff     |
| A             |   | Piet Keizer       |
| Antrenor:     |   |                   |
| Ștefan Kovács |   |                   |

| RANGERS:     |    |                  |
|              |    |                  |
| P            | 1  | Peter McCloy     |
| F            | 2  | Sandy Jardine    |
| F            | 3  | Willie Mathieson |
| F            | 4  | John Greig       |
| F            | 5  | Derek Johnstone  |
| F            | 6  | Dave Smith       |
| M            | 7  | Tommy McLean     |
| M            | 8  | Tom Forsyth      |
| A            | 9  | Derek Parlane    |
| M            | 10 | Alex MacDonald   |
| M            | 11 | Quinton Young    |
| Antrenor:    |    |                  |
| Jock Wallace |    |                  |